# 花よめは16歳
『花よめは16歳』（はなよめはじゅうろくさい）は、1979年11月19日から1980年7月14日までテレビ朝日系列局で放送されていたテレビドラマである。東映とテレビ朝日の共同製作。全32話。放送時間は毎週月曜 19:00 - 19:30 （日本標準時）。

## 概要
清水由貴子の初主演ドラマ。清水演じる16歳の女子高生・ミチと26歳の医師・進が夫婦になり、学園でさまざまな騒動を巻き起こす。ラブコメディにスポ根の要素を取り入れた内容に仕上がっており、当初は水泳部所属のミチが競泳でモスクワオリンピック代表を目指していたが、途中で目指す先がインターハイに変更された。

## ストーリー
甘田ミチは「若葉学園」に通う16歳。ある日街で偶然に出会った10歳年上の医師・谷川進と恋におち、そのまま結婚へ。ある日、ミチの学校の水泳部コーチとして谷川が赴任することになった…。

## キャスト
- 甘田ミチ（16歳、若葉学園女子高校2年生）：清水由貴子
- 谷川進（26歳、ミチの夫・医師・水泳部コーチ）：土門峻
- 甘田正太郎（42歳、ミチの父）：はせさん治
- 甘田政江（38歳、ミチの母）：長内美那子
- 甘田正一（10歳、ミチの弟）：大谷輝彦[2]
- 石賀原花代（28歳、担任教師・水泳部部長）：堀越陽子
- 早崎由香（水泳部のエース）：一ノ瀬康子
- 山本啓子（水泳部員・ミチの親友）：岡幸恵
- 西野みどり（水泳部員・ミチの親友）：好井ひとみ
- 北川さゆり（水泳部キャプテン）：藤沢由香里
- 磯村かおる（水泳部員・由香の取り巻き）：三科千鶴子
- 中村順子（水泳部員）：伊藤京子
- 小林晶子（水泳部員）：佐野美智子
- 石井あけみ（水泳部員）：寺尾理恵 → 喜代平有子
- 緒方良子（水泳部員）：長瀬真理
- 吉田まり（水泳部員）：福岡由里子
- 倉本佐和子（水泳部員）：小熊麻由美
- 野村清子（水泳部員）：林真由美 → 三上恵子 → 四ツ谷美和
- 高村よし江（水泳部員）：渡辺佐和子
- 吉本晴美（水泳部員）：植村則子
- 木下智子（水泳部員）：橋本貴美子
- 高石幸子（22歳、看護婦）：平野真理
- 神父：大泉滉
- オープニングナレーター：高山栄
- 甘田とき（64歳、ミチの祖母）：中原早苗

## スタッフ
- プロデューサー：和佐英彦（テレビ朝日）、中曽根千治（東映）
- 脚本：上條逸雄、掛札昌裕、泊里仁美 ほか
- 監督：冨田義治、小山幹夫、高橋正治
- 音楽：渡辺岳夫
- 制作：東映、テレビ朝日

## 主題歌
オープニングテーマ「だって花よめですもの」
作詞：千家和也 / 作曲：渡辺岳夫 / 編曲：武市昌久 / 歌：堀江美都子
プロローグでは毎回「ミチと進の出会い」が流されるが、初期は一貫して出会いの場である公園だったのが、中期からは「ミチと進の結婚式」に変更された。
エンディングテーマ「天使よ聞いて」
作詞：千家和也 / 作曲：渡辺岳夫 / 編曲：松山祐士 / 歌：堀江美都子
この2曲を収録したレコードが日本コロムビアから発売された。

## 放送日程
| 話数 | 放送日          | サブタイトル             | 脚本              | 監督     | ゲスト                                       |
| ---- | --------------- | ------------------------ | ----------------- | -------- | -------------------------------------------- |
| 1    | 1979年 11月19日 | あたし結婚しまあ〜す     | 上條逸雄 掛礼昌裕 | 冨田義治 | 伊藤慶子                                     |
| 2    | 11月26日        | がんばれ！水泳部落第生   | 上條逸雄          | 冨田義治 | 小甲登枝恵、長谷部緑、上原ひとみ、小池美津子 |
| 3    | 12月3日         | ライバルがいっぱい！     | 掛礼昌裕          | 小山幹夫 | 茂呂りょう子、土田葉子                       |
| 4    | 12月10日        | 花むこの父はコワーイ人   | 掛礼昌裕          | 小山幹夫 | 桑山正一                                     |
| 5    | 12月17日        | 女王・花むこに異常接近！ | 泊里仁美          | 冨田義治 | 水森コウ太                                   |
| 6    | 1980年 1月7日   | 今年は良妻に大変身？     | 上條逸雄          | 冨田義治 | 石井茂樹                                     |
| 7    | 1月14日         | 大事件！花むこがお見合い | 掛礼昌裕          | 小山幹夫 | 大山いづみ、園田裕久、八百原寿子、湊俊一     |
| 8    | 1月21日         | なんじの敵を愛せ！       | 上條逸雄          | 冨田義治 |                                              |
| 9    | 1月28日         | え!?花むこがアメリカ留学 | 泊里仁美          | 小山幹夫 | 町田祥子、福岡正剛、吉宮慎一                 |
| 10   | 2月4日          | 期末テストはクルシイゾ！ | 掛礼昌裕          | 冨田義治 |                                              |
| 11   | 2月11日         | バレンタインに愛の光を！ | 泊里仁美          | 高橋正治 |                                              |
| 12   | 2月18日         | あっと驚く大記録!?       | 上條逸雄          | 冨田義治 |                                              |
| 13   | 2月25日         | 子守は本当に楽じゃない！ | 掛礼昌裕          | 冨田義治 | 鳥居恵子、大原和彦                           |
| 14   | 3月3日          | 一日おくれのひな祭り     | 泊里仁美          | 高橋正治 |                                              |
| 15   | 3月10日         | 恋だ！スキーだ！合宿だ！ |                   |          |                                              |
| 16   | 3月17日         | 恋のKOパンチ!!           | 上條逸雄          | 高橋正治 |                                              |
| 17   | 3月24日         | 男は不潔でウソつきか!?   | 掛礼昌裕          | 冨田義治 | 星野昌子、松村和美                           |
| 18   | 3月31日         | 恋のエイプリルフール     | 泊里仁美          | 小山幹夫 | 河合紘司                                     |
| 19   | 4月7日          | 料理修行はキビシイゾ！   | 掛礼昌裕          | 小山幹夫 |                                              |
| 20   | 4月14日         | 恋を恋するお年頃！       | 上條逸雄          | 小山幹夫 |                                              |
| 21   | 4月21日         | 春風に乗って来た珍入部員 | 泊里仁美          | 冨田義治 | 飯田裕美                                     |
| 22   | 4月28日         | 成せば成るんだ代表選手   | 上條逸雄          | 冨田義治 | 岸田森                                       |
| 23   | 5月12日         | こんにちは赤ちゃん!?     | 上條逸雄          | 冨田義治 | 渡辺やよい、山中慎太郎                       |
| 24   | 5月19日         | スランプ脱出の救世主     | 掛礼昌裕          | 冨田義治 | 大山のぶ代                                   |
| 25   | 5月26日         | 愛ってたえることなの!?   | 泊里仁美          | 高橋正治 | 小松慶太郎、香川久美子                       |
| 26   | 6月2日          | この空の下愛一杯花一杯   | 泊里仁美          | 高橋正治 | 紅理子、久津王乃灯、篠克也、池田進           |
| 27   | 6月9日          | 愛の小犬はキューピット!! | 掛礼昌裕          | 小山幹夫 | 肥土尚弘、近藤真理                           |
| 28   | 6月16日         | え!!ミチに赤ちゃんが!?   | 上條逸雄          | 小山幹夫 | 相馬剛三、谷本小代子、小林伊津子             |
| 29   | 6月23日         | 的中!!ラブラブ星占い     | 掛礼昌裕 笠井和弘 | 高橋正治 | 関谷ますみ、園田裕久、満中志保               |
| 30   | 6月30日         | 衝撃!!コーチの恋人宣言!? |                   |          |                                              |
| 31   | 7月7日          | ミチついに結婚宣言!!     | 上條逸雄          | 小山幹夫 |                                              |
| 32   | 7月14日         | 二人の愛は永遠に!!       | 上條逸雄          | 冨田義治 | 西田昭市                                     |

## 映像ソフト化
本作は全話映像ソフト化されておらず、オープニングとエンディングのみが以下のメディアに収録されている。
- TVヒーロー主題歌全集 3 特撮編（1986年1月21日発売 / 発売元：東映ビデオ / 規格：VHS） - 映像特典としてオープニングのみを収録。ただしプロローグは初期バージョン、そして冒頭の「公園に来たミチがベンチの後ろに座った進を、痴漢と間違えて平手打ち」場面は省かれた。
- 東映TVドラマ主題歌大全集 2 現代劇篇 （1998年7月21日発売 / 発売元：東映ビデオ / 規格：レーザーディスク）
- 東映TV特撮主題歌大全集 3 （2002年11月21日発売 / 発売元：東映ビデオ / 規格：DVD）